# Conducto hialoideo
El conducto hialoideo o canal hialoideo, también conocido como conducto de Stilling o canal de Cloquet, es una zona clara central del ojo que atraviesa el humor vítreo desde el punto ciego o disco óptico hasta el cristalino. Es más estrecho en el centro que en los extremos. El nombre de canal de Cloquet proviene del médico francés que lo describió por primera vez: Jules Germain Cloquet (1790-1883).
El conducto hialoideo es el remanente de la arteria hialoidea, la cual irriga la zona próxima al cristalino durante parte del desarrollo embrionario, y desaparece posteriormente.
En los seres humanos, aproximadamente a partir de la décima semana de su desarrollo, el cristalino puede crecer independiente del suministro de sangre, razón por la que, por lo general, desaparece la arteria hialoidea. En ocasiones, la arteria puede permanecer, lo que da lugar a una condición de persistencia de la arteria hialoidea.
En algunas personas puede permanecer un resto de la parte anterior de la arteria hialoidea, el punto de Mittendorf: una pequeña cicatriz localizada en la superficie posterior del cristalino. Y también puede quedar un remanente posterior en el lugar en que la arteria deja el disco óptico, a este resto se le conoce como papila de Bergmeister.
Con más frecuencia pueden permanecer pequeños restos de la arteria. Estos restos libres a veces pueden ser vistos como "moscas volantes" las cuales son "visibles" en fondos blancos o claros que no obstruyen en la visión, motivo por el cual no constituyen peligro para la visión, siempre que no cambien de tamaño, color o forma, en cuyo caso se debe consultar a un especialista.